# Rott, Bas-Rhin

Rott este o comună în departamentul Bas-Rhin, Franța. În 1 ianuarie 2022 avea o populație de 467 de locuitori.